# Didymocarpus venosus
Didymocarpus venosus är en tvåhjärtbladig växtart som beskrevs av Euphemia Cowan Barnett. Didymocarpus venosus ingår i släktet Didymocarpus och familjen Gesneriaceae. Inga underarter finns listade i Catalogue of Life.